# Barbara Livi
Barbara Livi (Roma, 5 maggio 1973) è un'attrice italiana.

## Biografia
Nel 1989, a soli 16 anni, vince il concorso di bellezza Un volto per il cinema che si svolge ad Amalfi. Due anni dopo inizia la sua carriera come attrice teatrale, con una partecipazione allo spettacolo Caron Dimonio, diretto da Maria Teresa Falbo. 
Nel 1993 ha una parte minore nel film Storia di una capinera di Franco Zeffirelli. Dopo aver proseguito l'attività teatrale  per alcune stagioni, inizia a dedicarsi quasi esclusivamente al cinema e alle produzioni televisive, sia italiane che straniere. Nella sua carriera è stata anche la protagonista di diverse pubblicità, tra cui gli spot per la rivista Gioia e quello per la birra Tuborg destinato al mercato giapponese.
Nel serial televisivo Incantesimo ha interpretato il ruolo della dottoressa Martina Morante. Nel telefilm Un caso di coscienza ha fatto parte del regular cast nella seconda e terza stagione; nella quarta stagione, invece, il suo personaggio Erica Lacerba esce di scena durante la prima puntata. Ha inoltre partecipato alla miniserie televisiva di due puntate L'uomo che cavalcava nel buio nel ruolo di Daniela e ad una puntata della serie televisiva Crimini nel ruolo di Laura Bertini.
Tra gli altri ruoli significativi, quello di Eloisa Gherarducci nel telefilm Un medico in famiglia, presente solamente nella quarta stagione, ed anche quello di Mirella Loi nello sceneggiato Paura di amare.

## Filmografia

### Cinema
- Cuore cattivo, regia di Umberto Marino (1995)
- L'anno prossimo vado a letto alle dieci, regia di Angelo Orlando (1995)
- Jack Frusciante è uscito dal gruppo, regia di Enza Negroni (1996)
- Stressati, regia di Mauro Cappelloni (1997)
- La classe non è acqua, regia di Cecilia Calvi (1997)
- Io, tu e tua sorella, regia di Salvatore Porzo (1997)
- Mashamal - ritorno al deserto, regia di Paolo Fondato (1998)
- La rumbera, regia di Piero Vivarelli (1998)
- Una milanese a Roma, regia di Diego Febbraro (2001)
- Amici all'italiana, cortometraggio, regia di Nicola Guaglianone (2007)
- Trappola d'autore, regia di Franco Salvia (2009)
- Fly Light, regia di Roberto Lippolis (2009)
- La notte è piccola per noi, regia di Gianfrancesco Lazotti (2016)
- Destini, regia di Luciano Luminelli (2019)

### Televisione
- Punta alle 8, regia di Giancarlo Nicotra – miniserie TV (1995)
- Dove comincia il sole – serie TV (1997)
- Da cosa nasce cosa, regia di Andrea Manni – film TV (1998)
- Il figlio di Sandokan, regia di Sergio Sollima – miniserie TV (1998) - opera mai distribuita
- Operazione Odissea, regia di Claudio Fragasso – miniserie TV (2000)
- Una donna per amico 2 – serie TV, 1 episodio (2000)
- Ricominciare – soap opera (2000)
- Tequila & Bonetti – serie TV, 1 episodio (2000)
- Incantesimo – soap opera (2002)
- Un medico in famiglia 4 – serie TV (2004)
- Utta Danella – serie TV, 1 episodio (2005)
- Crimini – serie TV, 1 episodio (2007)
- Rex 2 – serie TV, 1 episodio (2009)
- L'uomo che cavalcava nel buio, regia di Salvatore Basile – miniserie TV (2009)
- Un caso di coscienza – serie TV (2005-2006, 2008, 2009-2010)
- La donna che ritorna, regia di Gianni Lepre – miniserie TV (2011)
- Né con te né senza di te, regia di Vincenzo Terracciano – miniserie TV (2012)
- Paura di amare – serie TV, 12 episodi (2010-2013)
- Solo per amore 2 – serie TV, 3 episodi (2017)